# Наливайко Леонід Миколайович
Леоні́д Микола́йович Налива́йко — молодший сержант Збройних сил України, учасник російсько-української війни.

## Нагороди
За особисту мужність і високий професіоналізм, виявлені у захисті державного суверенітету та територіальної цілісності України, вірність військовій присязі, відзначений — нагороджений
- орденом «За мужність» III ступеня (31.7.2015)